# Ingrid El Sigai

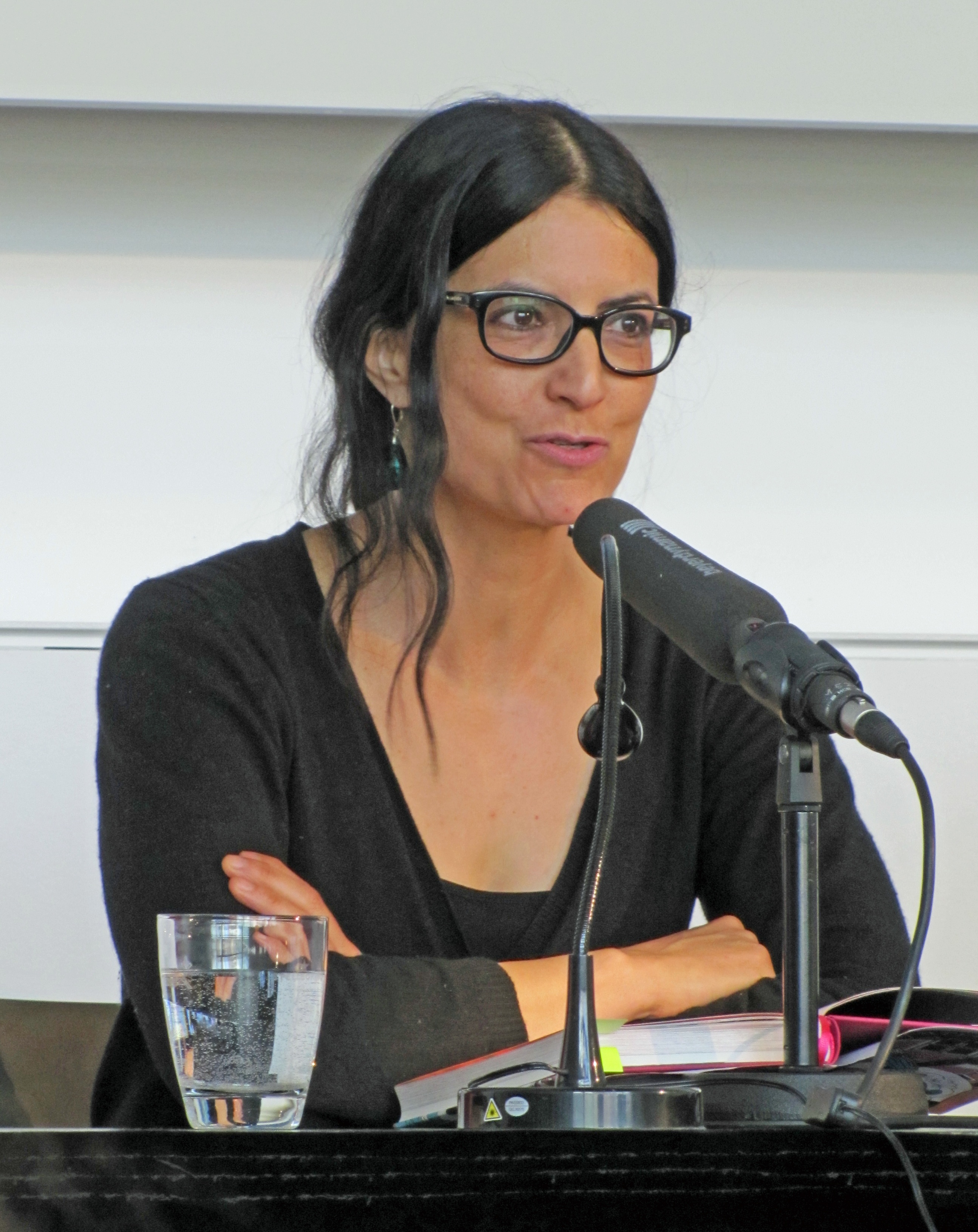
Ingrid El Sigai (2013)

Ingrid El Sigai (* 17. Februar 1966 in Heidelberg) ist eine deutsch-ägyptische Sopranistin sowie Sprecherin und Moderatorin.

## Leben
Ingrid El Sigai studierte zunächst Musikwissenschaften an der Goethe-Universität in Frankfurt und im Anschluss daran Sologesang an den Musikhochschulen in Würzburg und Frankfurt, aber auch privat bei Hilde Zadek.
Seit Beginn der 1990er Jahre ist sie in verschiedenen deutschen Ensembles engagiert und gastierte in verschiedenen Hauptrollen u. a. im Festspielhaus Baden-Baden, der Alten Oper Frankfurt, beim Würzburger Mozart-Festival, Schwetzinger Mozartfest, Heidelberger Frühling, bei den Ludwigsburger Schlossfestspielen, dem Rheingau Musik Festival, dem Kissinger Sommer, dem Schleswig-Holstein Musik Festival sowie diversen Produktionen der Kammeroper Frankfurt.
2008 als Agameda in Christa Wolfs Medea am Theater Freiburg engagiert. 2009 Oper Frankfurt Engagement als Schauspielerin in L´Oracolo von Franco Leoni und Le Villi von Giacomo Puccini sowie 2012 Die Geschichte vom Soldaten von Igor Strawinsky. 2022 Volksbühne Frankfurt Licht aus Messer raus mit Michael Quast.
Seit 1990 ist El Sigai außerdem Mitarbeiterin beim Hessischen Rundfunk als Sprecherin, Redakteurin und Moderatorin. Als Sprecherin war sie u. a. in den Nachrichten auf hr4 und hr2-kultur tätig, außerdem spricht sie für das ZDF, 3Sat, ARTE, ARD, hr-fernsehen,  BR, MDR  Als Redakteurin und Moderatorin präsentierte sie das ARD-Digitalprogramm „Einsfestival Musik“. In der ARD moderierte El Sigai die Vorabendserien, und sie präsentiert als Urlaubsvertretung von Franziska Reichenbacher die Ziehung der Lottozahlen am Samstag.
Ab 1992 entstanden eigene Produktionen, u. a. in Zusammenarbeit mit Sabine Fischmann und mit dem Träger der Goetheplakette der Stadt Frankfurt am Main, Frank Wolff. Produktionen wie Mozart, Motz-Art, so zart, London Love Alpenglühn und Stützstrümpfe (Regie Birgitta Linde) oder Casting Star (Regie Manfred Roth) sind dabei mit ihrer musikalischen und inhaltlichen Konzeption an der Grenze zwischen U- und E-Musik angesiedelt.
Seit 2005 spielte sie in Produktionen des von Michael Herl gegründeten Stalburg Theaters in Frankfurt. Seit 2006 ist sie als Dozentin an der Akademie für Tonkunst in Darmstadt tätig, 2019 hatte sie einen Lehrauftrag an der Uni Gießen für „Einführung ins professionelle Mediensprechen“, 2023 Lehrauftrag für Mikrofonsprechen in der Schauspielabteilung an der Hochschule für Musik und Darstellende Kunst Frankfurt am Main, seit 2011 künstlerische Leiterin des Kindertournee-Theaters Kleine Oper Bad Homburg. Mit der Formation Konzertgebräu tritt El Sigai seit 2015 regelmäßig auf.
El Sigai ist auch die „Stimme“ verschiedener Telefonhotlines und Navigationssysteme, u. a. von IKEA, der Citibank und der Deutschen Bahn, und sie gab in der Tatort-Folge Wie einst Lilly mit Ulrich Tukur der „Lilly“ die Stimme.